# Monna und Gräben bei Leubingen
Monna und Gräben bei Leubingen este o arie protejată (arie specială de conservare — SAC, sit de importanță comunitară — SCI) din Germania întinsă pe o suprafață de 14 ha, integral pe uscat.

## Localizare
Centrul sitului Monna und Gräben bei Leubingen este situat la coordonatele 51°12′02″N 11°12′12″E / 51.2006°N 11.2033°E.

## Înființare
Situl Monna und Gräben bei Leubingen a fost declarat sit de importanță comunitară în iunie 2004 pentru a proteja 3 specii de animale. Situl a fost protejat și ca arie specială de conservare în iulie 2008.

## Biodiversitate
Situată în ecoregiunea continentală, aria protejată conține 1 habitat natural: Cursuri de apă de la nivel de câmpie la nivel montan, cu vegetație Ranunculion fluitantis și Callitricho-Batrachion.
La baza desemnării sitului se află mai multe specii protejate:
- păsări (1): erete de stuf (Circus aeruginosus)
- amfibieni (1): triton cu creastă (Triturus cristatus)
- nevertebrate (1): Coenagrion mercuriale

Pe lângă speciile protejate, pe teritoriul sitului au mai fost identificate 4 specii de amfibieni, 2 specii de mamifere, 1 specie de nevertebrate, 1 specie de reptile.